# Spoorlijn Hilden - Solingen
De spoorlijn Hilden - Solingen is een Duitse spoorlijn tussen Hilden en Solingen. De lijn is als spoorlijn 2671 onder beheer van DB Netze.

## Geschiedenis
Het traject werd door de Bergisch-Märkische Eisenbahn-Gesellschaft (BME) geopend op 3 januari 1894.

## Treindiensten
Op het traject rijdt de S-Bahn Rhein-Ruhr de volgende routes:
| Serie | Treinsoort            | Route | Bijzonderheden |
| ----- | --------------------- | --- | -------------- |
| S 1   | S-Bahn (DB Regio NRW) | Solingen Hbf – Düsseldorf Hbf – Düsseldorf Luchthaven – Duisburg Hbf – Mülheim (Ruhr) Hbf – Essen Hbf – Bochum Hbf – Dortmund Hbf |                |

## Aansluitingen
In de volgende plaatsen is of was er een aansluiting op de volgende spoorlijnen:
Hilden
DB 2324, spoorlijn tussen Mülheim-Speldorf en Niederlahnstein
DB 2672, spoorlijn tussen Hilden en aansluiting Schützenstraße
DB 2673, spoorlijn tussen Hilden W 56 en Hilden W 62
DB 2676, spoorlijn tussen Düsseldorf-Eller en Hilden
Solingen Hauptbahnhof
DB 2675, spoorlijn tussen Solingen en Remscheid
DB 2730, spoorlijn tussen Gruiten en Köln-Mülheim

## Elektrificatie
Het traject werd in 1980 geëlektrificeerd met een wisselspanning van 15.000 volt 16⅔ Hz.